# Eddie Adams
Edward Thomas Adams, més conegut com a Eddie Adams, (New Kensington, 12 de juny de 1933 – Ciutat de Nova York, 18 de setembre de 2004) fou un fotògraf i fotoperiodista estatunidenc, conegut per haver fet retrats de polítics i celebritats, així com fer la cobertura de 13 guerres. Fou especialment conegut per la seva fotografia de l'execució d'un soldat del Viet Cong, amb la que guanyà el Premi Pulitzer de Fotografia de 1969.

## Carrera professional

### Orígens
Nascut el 12 de juny de 1933 a New Kensington, Pennsilvània, s'uní l'any 1951 com a fotògraf de guerra al Cos de Marines dels Estats Units d'Amèrica durant la Guerra de Corea. Un del seus encàrrecs era fotografiar tota la Zona desmilitaritzada de Corea just després de la guerra, tasca que li ocupà un mes de durada.

### Premi Pulitzer de Fotografia
Mentre cobrí la Guerra del Vietnam per l'Associated Press retratà la seva fotografia més coneguda, la del General en cap de la policia Nguyễn Ngọc Loan, executant sumàriament Nguyễn Văn Lém, un pres del Vietcong, tenint lloc en un carrer de Saigon l'1 de febrer de 1968, durant els primers episodis de l'Ofensiva del Tet.
L'any 1969 guanyà el Premi Pulitzer de Fotografia de Notícies d'Última Hora i el premi World Press Photo per aquesta fotografia. L'escriptor i crític David D. Perlmutter assenyalà que "cap filmació ha causat tant de dany com la captura de 35mm que disparà el fotògraf d'AP Eddie Adams en un carrer de Saigon […] Quan la gent en parla o n'escriu (sobre l'Ofensiva del Tet) com a mínim una frase es dedica (sovint amb la il·lustració) a la fotografia d'Eddie Adams".
Anticipant-se a l'impacte de la fotografia d'Adams, els editors del The New York Times buscaren un intent d'equilibri. A les seves memòries, John G. Morris recorda que l'ajudant de gestor d'edició Theodore M. Bernstein "determinà que la brutalitat manifestada per l'aliat estatunidenc calia posar-se en perspectiva, accedí a publicar la fotografia d'Adams en gran, però compensada amb una fotografia d'un nen assassinat pel Vietcong, el qual convenientment arribà a través de l'AP sobre el mateix temps." No obstant això, és la fotografia d'Adams que queda en el record dels temps mentre que l'altre, molt menys dramàtica, passà de llarg i quedà oblidada.
Al llibre Davant el dolor dels altres (2003), Susan Sontag manifestà que es veié destorbada en veure l'escena natural de la fotografia. Escrigué que "ell no hauria d'haver dut a terme l'execució sumària tenint [la premsa] amb disponibilitat per a presenciar-ho". Tanmateix, Donald Winslow de The New York Times cità Adams havent descrit la imatge com a "reflex fotografia" i "no estigué del tot segur del que hagué fotografiat fins que es va revelar la pel·lícula". A més, Winslow anotà que Adams "em volgué fer entendre que l'Execució de Saigon no fou la seva fotografia més important i que no volia que el seu obituari comencés dient, 'Eddie Adams, el fotògraf més conegut per la seva fotografia icònica de Vietnam 'L'Execució de Saigon".
Més tard, Adams lamentà l'impacte de la foto. Sobre Loan i la seva fotografia, l'any 1998 Adams escrigué a la revista Time:
| « | En aquesta fotografia moriren dues persones: el receptor de la bala i el General Nguyen Ngoc Loan. El general matà al Viet Cong; jo matí al general amb la meva càmera. Les fotografies són les armes més poderoses del món. La gent se les creu; però les fotografies són mentides, fins i tot sense manipulació. Són només mitges veritats. […] El que la fotografia no digué fou: "Què faries si fossis el general en aquell moment i lloc en aquell dia calent, i enganxes l'anomenat malvat després que hagués volat un, dos o tres estatunidencs?" […] Aquesta foto realment embolicà la seva vida. Mai em culpà. Em digué que si no hagués fet la foto, una altra persona l'hagués fet, però m'he sentit malament per a ell i la seva família durant molt de temps. […] Els envií flors quan m'assabentà que havia mort i escrigué: "Ho sento. Hi ha llàgrimes als meus ulls". | » |

Loan emigrà als Estats Units i, l'any 1978, hi hagué un intent frustrat de rescindir el seu permís de residència permanent (green card). Adams defensà Loan quan el govern dels EUA intentà deportar-lo basant-se en la fotografia, i es disculpà en persona amb Loan i la seva família pel dany irreparable al seu honor causat mentre estigués en vida. Quan Loan morí, Adams l'elogià com a "heroi" d'una "causa justa". A l'espectacle televisiu War Stories with Oliver North es referí a Loan com "un maleït heroi!"
En una ocasió digué, "Hagués preferit ser conegut per la sèrie de fotografies sobre 48 refugiats vietnamites que es dirigien navegant a Tailàndia en una barca de 30 peus, que foren remolcats enrere per les autoritats costaneres tailandeses cap a mar oberta". Les fotografies i els informes adjunts ajudaren a persuadir l'aleshores President Jimmy Carter per a concedir asil als gairebé 200,000 refugiats vietnamites que fugien en barques. L'any 1977 guanyà la Medalla d'Or Robert Capa de l'Overseas Press Club per aquesta sèrie de fotografies del seu assaig fotogràfic The Boat of No Smiles (publicat per AP). Adams remarcà (sobre les fotografies), "feren el bé i ningú prengué mal".
El 22 d'octubre de 2009, les galeries Swann subhastaren una impressió de Saigon (General Nguyen Ngoc Loan executing a Viet Cong prisoner Nguyen Van Lém). Impresa a la dècada de 1980, fou un regal d'Adams al seu fill. Es vengué per un valor de 43,200$.
Més endavant, l'any 1988, Adams creà el taller de fotoperiodisme El Taller d'Eddie Adams, també conegut com a Barnstorm, que assolí el seu trentè aniversari l'any 2017.

### Premis
Juntament amb el Pulitzer, Adams rebé més de 500 premis, incloent el Premi George Polk de Notícies Fotogràfiques de 1968, 1977 i 1978, el premi World Press Photo en 14 ocasions, i nombrosos premis de la National Press Photographers Association (NPPA), de la Sigma Delta Chi, de l'Overseas Press Club i de moltes altres organitzacions.

## Mort
Als 71 anys, a causa de complicacions per l'esclerosi lateral amiotròfica (ELA), morí el 18 de setembre de 2004 a Ciutat de Nova York, si bé residí gran part de la seva vida a Bogota (Nova Jersey).
L'any 2009, la seva vídua Alyssa Adams donà el seu arxiu fotogràfic a la Universitat de Texas.

## Obres publicades
- Eddie Adams: Vietnam. Ciutat de Nova York: Umbrage, 2008. Escrit i editat per Alyssa Adams. ISBN 978-1884167966
- Eddie Adams: Bigger than the Frame. Austin: University of Texas Press, 2017. Escrit per Eddie Adams (pòstum). ISBN 978-1-4773-1185-1. Amb pròleg de Don Carleton, prefaci d'Alyssa Adams i assaig d'Anne Wilkes Tucker.

## Pel·lícula sobre Adams
- An Unlikely Weapon (2009) – documental dirigit per Susan Morgan Cooper i narrat per Kiefer Sutherland.[31]